# Macomona deltoidalis
Macomona deltoidalis is een tweekleppigensoort uit de familie van de Tellinidae. De wetenschappelijke naam van de soort werd in 1918 voor het eerst geldig gepubliceerd door Jean-Baptiste de Lamarck.